# Viliam Roth
Viliam Roth (2. října 1941 Poprad – 20. března 2023) byl slovenský a československý novinář a politik, po sametové revoluci krátce ministr bez portfeje československé vlády.

## Biografie
Dálkově vystudoval Vysokou školu ekonomickou. Od roku 1963 pracoval jako novinář, zpočátku v redakci listu Podtatranské noviny. Od roku 1967 byl zaměstnancem Československého rozhlasu, kde působil coby zahraničněpolitický komentátor. Byl členem předsednictva Československého svazu novinářů.
V prosinci 1989 se stal ministrem bez portfeje v československé vládě Ladislava Adamce (i pod vedením Mariána Čalfy). V následné vládě Mariána Čalfy (vláda národního porozumění) již nezasedal. V roce 1990 působil na postu ředitele Československého rozhlasu na Slovensku.